# Bert Van Derghem
Bert van Derghem (* 14. März 1978 am Niederrhein) ist ein deutscher Theaterautor.

## Leben
Bert van Derghem wuchs in Krefeld und Nürnberg auf. Der Autor pflegte längere Auslandsaufenthalte in Portugal, Frankreich und der Isle of Man. Ein Studium der Philosophie und Archäologie brach er ab. Van Derghem schreibt neben Theaterstücken und Hörspiele auch Groschenromane und Werbetexte. Der Autor lebt in Berlin, Kassel und am Tegernsee.

## Wirken
Bei den Gandersheimer Domfestspielen 2023 wurde seine Version von Alexandre Dumas’ Der Graf von Monte Christo von Bruno Klimek uraufgeführt. Es war ein Publikumserfolg, und auch die Kritiker fanden positive Worte für die abwechslungsreiche Inszenierung mit „unter die Haut“ gehenden Momenten. Am Theater der Altstadt in Stuttgart wurde sein Stück Letzte Gefechte von Bruno Klimek (Regie und Bühne) im März 2024 uraufgeführt. Die Stuttgarter Nachrichten fassten zusammen: „Trotz schöner Regie-Einfälle fehlt es dem Stück an Substanz.“